# Hans Schneider (piłkarz wodny)
Hans Joachim Schneider (ur. 21 października 1909 w Duisburgu, zm. 19 lipca 1972 tamże) – niemiecki piłkarz wodny, srebrny medalista olimpijski z Berlina.
Znalazł się w składzie reprezentacji Niemiec, która w 1936 zdobyła srebrny medal na olimpiadzie w Berlinie. Rozegrał 6 spotkań w drodze do finału.
Zdobył srebrny medal w turnieju piłki wodnej na mistrzostwach w 1938 w Londynie.
Jego syn Achim Schneider również był piłkarzem wodnym, olimpijczykiem z 1956 i 1960.